# Haplochromis granti
Haplochromis granti là một loài cá thuộc họ Cichlidae. Đây là loài đặc hữu của Kenya.